# Grade universitaire en France
Pour un article plus général, voir Grade universitaire.
Les grades universitaires, degrés dans la hiérarchie des études supérieures, sont en France au nombre de quatre : le baccalauréat, la licence, le master et le doctorat. Les grades universitaires français sont des grades conférés par l'État, qui a le monopole de la collation des grades. Ils sont validés par la signature d'un ministre ou d'une personne ayant reçu délégation de signature, en général le recteur de région académique sur délégation du ministre chargé de l'Enseignement supérieur.
| Doctorat (3)                |                         | Doctorat d'État (4 et +) Doctorat de 3e cycle (2) |
| Master (2)                  | DEA-DESS (1)            |                                                   |
|                             | Maîtrise (1)            |                                                   |
| Licence (3)                 | Licence (1)             |                                                   |
|                             | DEUG (2)                |                                                   |
| Actuel système de Grade LMD | Ancien système de Grade |                                                   |

Les grades sont conférés aux titulaires de diplômes nationaux de l'enseignement supérieur délivrés sous l'autorité et au nom de l'État par les universités et les établissements habilités à cet effet. Les grades peuvent être également conférés aux titulaires de certains diplômes propres à des établissements (cas du grade de master).
- Le baccalauréat est préparé au sein d'un lycée et obtenu après un examen national ;
- Le grade de licence peut être obtenu par la préparation d'un diplôme national de licence au sein d'une université ;
- Le grade de master peut être obtenu par la préparation d'un diplôme national de master, généralement au sein d'une université, mais aussi par la préparation d'un diplôme d'ingénieur ou bien celle d'un diplôme de fin d'études d'un institut d'études politiques ou de certaines écoles de commerce ;
- Enfin, le doctorat est obtenu à la suite de la préparation d'un diplôme national de doctorat au sein d'une université ou d'un établissement d'enseignement supérieur accrédité[3],[4] (distinct des diplômes d'État de docteur obtenus par les étudiants en santé et conférant également le titre de docteur, mais pas le grade correspondant[5]).

À ces grades peuvent être associés certains droits et privilèges[Lesquels ?], pouvant varier suivant les disciplines et les finalités.

## Historique
Les grades de baccalauréat, licence et doctorat remontent à l'époque médiévale et, après la suppression des universités en 1793, ont été rétablis sous le Consulat, puis lors de la création de l'Université de France par un décret du 17 mars 1808 de l'empereur des Français Napoléon Ier.
Le grade de master a été créé en 1999, dans le cadre de la réforme LMD.

## Grade de baccalauréat

### Voie générale

Orientation dans le système éducatif secondaire français.

D’un point de vue légal, le but du baccalauréat général est de vérifier « un niveau de culture défini par les enseignements des lycées » d’une part et de contrôler les « connaissances dans des enseignements suivis par l’élève en dernière année » (c’est-à-dire en terminale) d’autre part. Jusqu'à la session 2020, il y a trois séries :
- le baccalauréat économique et social (ES) ;
- le baccalauréat littéraire (L) ;
- le baccalauréat scientifique (S).

À la rentrée 2019, les trois séries sont supprimées pour la classe de première (et le sont pour la classe de terminale à la rentrée 2020). À cette date, les élèves choisissent trois enseignements de spécialité en classe de première, puis en gardent deux en classe de terminale. Les 12 spécialités disponibles sont :
- arts (arts plastiques, cinéma-audiovisuel, danse, histoire des arts, musique, théâtre) ;
- biologie-écologie (uniquement dans les lycées d'enseignement général et technologique agricoles) ;
- histoire-géographie, géopolitique et sciences politiques ;
- humanité, littérature et philosophie (HLP) ;
- langues et cultures de l'Antiquité (LCA) ;
- langues, littérature et cultures étrangères (LLCE) : anglais, espagnol, allemand, italien ;
- mathématiques ;
- numérique et science informatique (NSI) ;
- physique-Chimie ;
- sciences économiques et sociales (SES) ;
- sciences de l'ingénieur (SI) ;
- science de la vie et de la terre (SVT).

Ce diplôme permet de continuer ses études à l’université ou en classe préparatoire aux grandes écoles. Les titulaires d’un baccalauréat général peuvent aussi poursuivre dans des filières technologiques et tenter d’obtenir un BTS ou un DUT.

### Voie technologique
L'obtention d'un baccalauréat technologique conduit à la poursuite d'étude dans l’enseignement supérieur. Réformées en 2011 (session 2013), les séries sont maintenues lors de la réforme menée par Jean-Michel Blanquer en 2019. À la rentrée 2019, les élèves entrant en classe de première choisissent une série parmi huit :
- baccalauréat sciences et technologies du management et de la gestion (STMG) ;
- baccalauréat sciences et technologies de l'hôtellerie et de la restauration (STHR) ;
- baccalauréat sciences et technologies de la santé et du social (ST2S) ;
- baccalauréat sciences et technologies de l'agronomie et du vivant (STAV) ;
- baccalauréat sciences et technologies du design et des arts appliqués (STD2A) ;
- baccalauréat sciences et technologies de l'industrie et du développement durable (STI2D) ;
- baccalauréat sciences et technologies de laboratoire (STL) ;
- baccalauréat sciences et techniques du théâtre, de la musique et de la danse (S2TMD).

La série sciences et technologies de l'hôtellerie et de la restauration (STHR) dispose d'un cursus en trois ans avec une classe de seconde spécifique.

### Voie professionnelle
Le baccalauréat professionnel permet une insertion rapide dans la vie active ainsi que la poursuite d'études supérieures, principalement dans les BTS qui accueillent désormais massivement les bacheliers de la voie professionnelle, voire en IUT ou dans les quelques classes préparatoires aux grandes écoles ECP (pour intégrer HEC ou ESSCA) qui leur sont ouvertes. Il permet également d'intégrer l'université. À partir de la rentrée 2019, le baccalauréat professionnel comporte près de 100 spécialités s'effectue en trois ans ou en deux ans après une classe de seconde « par famille de métiers » qui permet une spécialisation non plus en fin de troisième. 

## Grade de licence
En 2002, la réforme LMD redéfinit les notions de grades et de titres universitaires par rapport aux références européennes. La licence est alors l’un des quatre grades, avec le baccalauréat, le master et le doctorat . Avec la loi LRU promulguée en 2007, le premier cycle universitaire, qui couvrait les deux premières années des études supérieures, est allongé d’un an pour correspondre aux enseignements menant au grade de licence.
Après les adaptations réglementaires successives, en 2018, le grade de licence est conféré de plein droit aux titulaires d’un diplôme national de licence ou d’autres type de licence.

## Grade de master
Le grade de master est conféré par l’État aux titulaires du diplôme national de master ainsi qu'aux titulaires de certains diplômes. Il est également conféré par l’État aux titulaires de diplômes de certains établissements, après une évaluation nationale périodique. Un cahier des charges définissant les critères pris en compte lors de l'examen d'une demande visant à ce qu'un diplôme confère le grade universitaire de master est publié en 2014 et actualisé en 2020.

## Grade de doctorat
Le diplôme national du doctorat est le plus élevé des quatre grades universitaires. Il correspond au grade de docteur et sa collation est attestée par un diplôme national. Celui-ci peut être délivré, au nom de l'État, par les universités ou par d'autres établissements d'enseignement supérieur habilités à cet effet. 
Les formations doctorales sont organisées dans le cadre d'écoles doctorales. Elles comprennent un encadrement scientifique personnalisé de la meilleure qualité ainsi qu'une formation collective comportant des formations continues ou séminaires destinés à conforter la culture scientifique des doctorants, à préparer leur poursuite de carrière dans le secteur public comme dans le secteur privé et à favoriser leur ouverture internationale. Le diplôme national de doctorat est délivré après la soutenance d'une thèse ou la présentation d'un ensemble de travaux scientifiques originaux. Cette thèse ou ces travaux peuvent être individuels ou, si la discipline le justifie, collectifs, déjà publiés ou inédits. Le diplôme de doctorat confère à son titulaire le titre de docteur. Il sanctionne « une formation par la recherche, à la recherche et à l'innovation » et « une expérience professionnelle de recherche ». C'est le grade universitaire généralement nécessaire pour devenir maître de conférences ou chercheur dans un établissement public.
La possession d'un doctorat donne droit à l'usage du titre de docteur devant le nom de la personne « dans tout emploi et en toute circonstance ». 
En France, au côté du doctorat défini par l'arrêté de 2016 existent plusieurs diplômes d'État de docteur en chirurgie dentaire, médecine, pharmacie, et vétérinaire dont les titulaires ont le titre de docteur, bien que lesdits diplômes ne confèrent pas le grade de doctorat, même si l'on trouve encore l'affirmation contraire. Ces diplômes, obtenus à l'issue de la soutenance d'une thèse d'exercice, sont distincts des anciens doctorats d'État en biologie humaine, doctorat d'État en sciences pharmaceutiques et doctorat d'État en odontologie, qui sont des doctorats de type recherche.
Enfin, le Doctorat honoris causa est un titre honorifique pouvant être remis par une université ou un autre établissement public à caractère scientifique, culturel et professionnel à des personnalités de nationalité étrangère en raison de services éminents rendus aux arts, aux lettres, aux sciences et techniques, à la France ou à l'établissement qui décerne le titre. Il ne peut pas conférer à son titulaire les droits attachés à la possession du diplôme national de doctorat.